# Boca de Ouro (1963)
Boca de Ouro  é um filme brasileiro de 1963, do gênero drama, dirigido por Nelson Pereira dos Santos, com roteiro baseado em peça teatral de Nelson Rodrigues.

## Sinopse
O filme conta a história de um bicheiro assassinado, e a tentativa de um repórter em relatar a sua vida a partir do depoimento de uma de suas amantes. As lendas sobre o bicheiro, dentre outras coisas, revelavam que ele usava uma dentadura de ouro, e que estava preparando um caixão mortuário com o mesmo valioso metal. Mas, quando do seu enterro, se saberia a verdade sobre isso.

## Elenco
- Jece Valadão .... Boca de Ouro[1]
- Odete Lara .... Dona Guigui[1]
- Daniel Filho .... Leleco[1]
- Maria Lúcia Monteiro .... Celeste[1]
- Ivan Cândido .... Caveirinha[1]
- Adriano Lisboa[1]
- Geórgia Quental .... Lúcia[1]
- Rodolfo Arena .... dentista[1]
- Maria Pompeu .... socialite[1]
- Shulamith Yaari .... socialite[1]
- Wilson Grey .... Homem na multidão[1]
- Zé Keti